# Ingleside, New South Wales
Ingleside är en ort i Australien. Den ligger i kommunen Pittwater och delstaten New South Wales, i den sydöstra delen av landet, omkring 20 kilometer norr om delstatshuvudstaden Sydney. Antalet invånare är 1 122.